# Pseudapis diversipes
Pseudapis diversipes är en biart som först beskrevs av Pierre André Latreille 1806.  Pseudapis diversipes ingår i släktet Pseudapis och familjen vägbin. Inga underarter finns listade i Catalogue of Life.